# Mark C
Mark C, punog imena Medium Mark C Hornet je bio srednji tenk Britanskog Carstva (današnje Ujedinjeno Kraljevstvo) dizajniran tijekom Prvog svjetskog rata. Mark C je trebao imati veliku ulogu kao važan dio planova za slom njemačkog otpora u godini 1919. No, rat je završio prije nego što je Medium Mark C bio spreman i samo 36 primjeraka je bilo blizu dovršenja pred kraj rata, a dovršeni su nakon primirja. Ovi tenkovi tvorili su glavnu opremu britanskih tenkovskih snaga sve do 1923. godine. Ukupno je proizvedeno 45 primjeraka.

## Povijest razvoja
Mark C, zna i pod nadimkom "Hornet", je dizajnirao Sir William Tritton u prosincu 1917. Izgled gusjenica i samog tenka je bio sličan onima na teškim tenkovima kao Mark IV, ali je naoružanje bilo smješteno u fiksiranu kupolu koja se nalazila na vrhu tenka, iznad razine gusjenica. "Ženski" model je bio naoružan s četiri Hotchkiss strojnice, dok su "muške" izvedbe trebale imale jedan 6-pounder top i tri Hotckiss strojnice, ali niti jedan muški model nije proizveden.
Ovaj model je bio posljednji tenk dizajniran za vrijeme rata bez lisnatih opruga ili slične amortizacije, ali je unatoč tome imao nekoliko naprednih svojstava baziranih na iskustvu iz ratnih operacija. One su uključivale puno bolje zalihe potrošnih dijelova, okretnu kupolu za zapovjednika i montiranu protuzrakoplovnu strojnicu. Dizajniran je i poboljšani model Mark D, ali zbog završetka rata projekt nije nastavljen te je sve ostalo samo na nacrtima.

### Zajednički poslužitelj
|  | Zajednički poslužitelj ima još gradiva o temi Medium Mark C tank |